# Liste von Prismeller Baumeistern

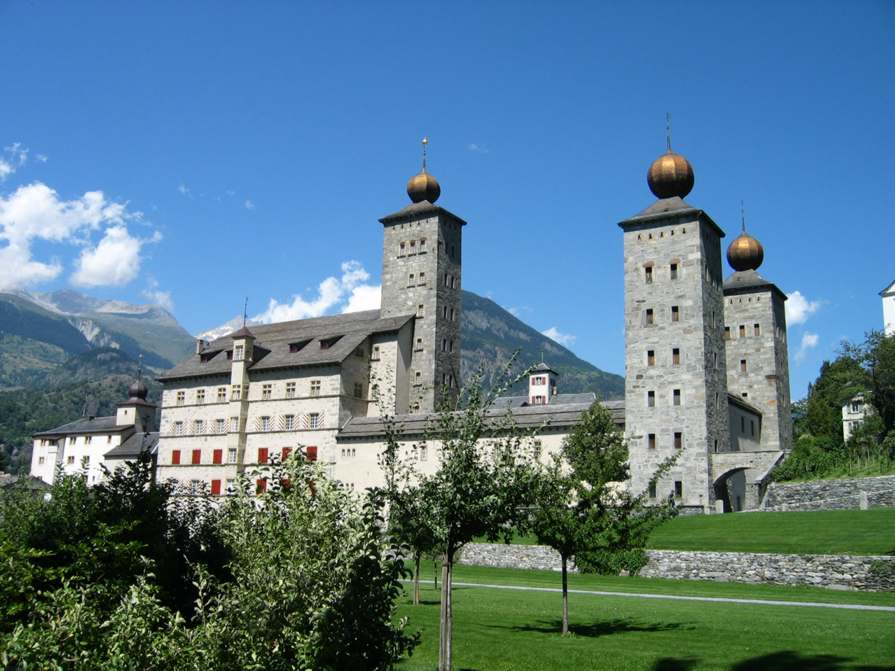
Stockalperschloss in Brig, erbaut von Balthasar, Christian und Peter Bodmer

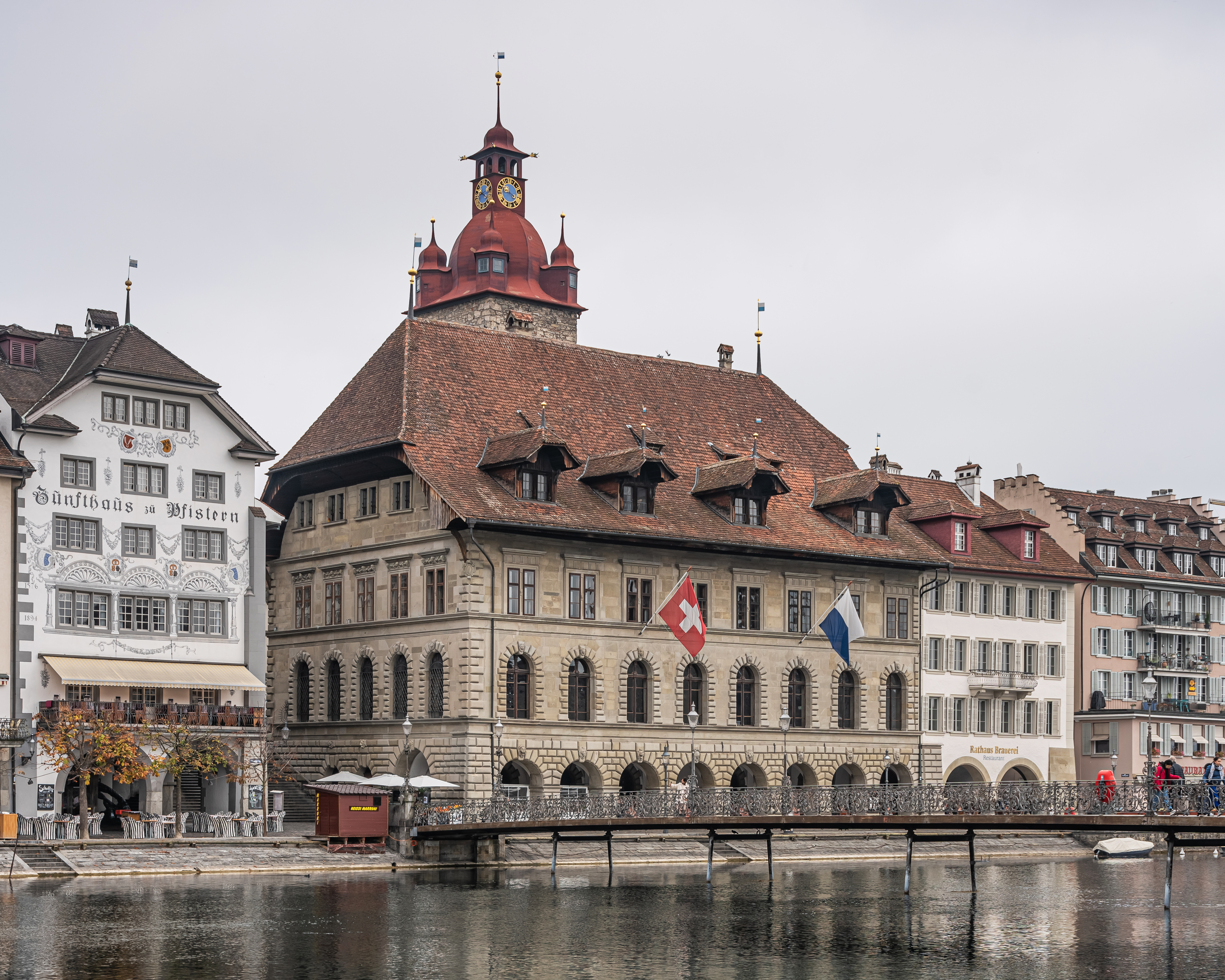
Rathaus in Luzern, errichtet von Anton Isenmann

Die Liste von Prismeller Baumeistern (italienisch Maestri Prismellesi) führt Baumeister und Steinmetze aus der Walsergemeinde Prismell in Piemont auf. Sie haben vom 15. bis 17. Jahrhundert meist auf dem Gebiet der heutigen Schweiz bedeutende Bauten der Spätgotik und Renaissance errichtet. Neben dem Hauptort Riva (walserdeutsch Rifu) war Alagna (Lannja, Im Land) der andere bedeutende Ort der Gemeinde.

## Geschichte
Viele Männer der Valsesia zogen im Sommer ins Ausland und arbeiteten dort als Maurer, Schreiner oder Bearbeiter von Hartzinn. Insbesondere die Prismeller Baumeister lebten von großräumiger Wanderarbeit als Holzbildhauer, Steinmetze und Baumeister. Der Kunsthistoriker Casimiro Debiaggi hat etwa 200 Baumeister und Künstler aus Prismell erfasst.
Ulrich Ruffiner aus Fun d’Rùfinu zählt zu den bedeutendsten Baumeistern des Wallis im 16. Jahrhundert. Jakob Zumsteg errichtete mit dem Bau des neuen Rat- und Kaufhauses in Sursee (1539–1548) einen der bedeutendsten spätgotischen Profanbauten der Schweiz. Der Prismeller Daniel Heintz der Ältere war seit 1571 als «ein typischer Vertreter der nordalpinen Renaissance» an der Berner Münsterbauhütte tätig und verband als Architekt, Ingenieur und Bildhauer die «Handwerkstradition der Bauhütte mit theoretischem Buchwissen».

## Liste von Baumeistern
- Hans Altermatt, auch Hans Murer von Balsthal, arbeitete 1534–1576 im Aargau sowie in den Gebieten von Luzern und Zug[6]
- Hans der Jüngere, Urs und Klaus Altermatt waren Stadtwerkmeister in Solothurn[6]
- Peter und Christian Bodmer vollendeten Mitte des 17. Jahrhunderts Ulrich Ruffiners Pläne der Pfarrkirche in Glis[7]
- Balthasar und Peter Bodmer erbauten 1659–1664 die Kirche in Naters[8]
- Diese drei Brüder Bodmer errichten das Stockalperschloss (1658–1678) und die Kollegiumskirche (1675–1685) in Brig[9]
- Hans Gibelin, Werkmeister, begründet 1498 das Altbürgergeschlecht Gibelin der Stadt Solothurn[10]
- Ulrich Giger errichtete 1530 das Kornhaus in Zug und erweiterte St. Oswald[11]
- Daniel Heintz der Ältere wirkte als Baumeister und Bildhauer in Basel und Bern
- Anton Isenmann (Meister Anthoni), leitete 1599–1606 den Neubau des Luzerner Rathauses und baute an den Klöstern Wesemlin, Beromünster sowie Werthenstein[12]
- Ulrich Ruffiner wirkte an fast sämtlichen bedeutenden Bauvorhaben der 1. Hälfte des 16. Jahrhunderts des Wallis mit[13]
- Zwei Peter Zumsteg sind 1517–1540 und 1546–1557 Werkmeister der Stadt Luzern[4]
- Jakob Zumsteg war 1539–1548 Steinmetz und Baumeister in Sursee und 1543–1564 in Luzern[4]
- Jakob Zumsteg baut 1617 den Sechs-Eimer-Brunnen und einen Erker am Rathaus in Bœrsch, Elsass
- Hans zu der Matten zieht als Baumeister und Wirt 1531 in den Kleinen Rat von Solothurn, sein Sohn Urs Zurmatten wird geadelt[14]
- Peter und Hans Zur Matten, Berner Werkmeister, errichteten im 16. Jahrhundert das «Siechenschlössli» Waldau.

## Belege
1. 1 2  walser-alps.eu: Die Walser in Vercelli. (abgerufen am 8. August 2023)
2. ↑  Heinz Horat: Baukunst von der frühen Neuzeit bis zur Gegenwart. In: Jean-François Bergier: Alpen. In: Historisches Lexikon der Schweiz.  17. Juli 2013.
3. ↑  Klaus Aerni, Gaëtan Cassina, Philipp Kalbermatter, Elena Ronco, Gregor Zenhäusern: Ulrich Ruffiner von Prismell und Raron. Der bedeutendste Baumeister im Wallis des 16. Jahrhunderts. Verlag Vallesia, Sitten 2005, ISBN 2-9700382-4-2.
4. 1 2 3  Anna Katharina Bähler: Zumsteg. In: Historisches Lexikon der Schweiz.  7. Oktober 2013.
5. ↑  Architektur in der nordalpinen Schweiz. In: Andreas Hauser: Renaissance (Kunstepoche). In: Historisches Lexikon der Schweiz.  23. Dezember 2011.
6. 1 2  Urs Altermatt: Altermatt. In: Historisches Lexikon der Schweiz.  Juni 2002.
7. ↑  Bernard Truffer: Glis. In: Historisches Lexikon der Schweiz.  17. Juli 2013.
8. ↑  Anton Riva: Naters. In: Historisches Lexikon der Schweiz.  4. Januar 2017.
9. ↑  Philipp Kalbermatter: Bodmer VS. In: Historisches Lexikon der Schweiz.  7. November 2002.
10. ↑  Urban Fink: Gibelin. In: Historisches Lexikon der Schweiz.  17. Januar 2018.
11. ↑  Stadtarchiv Zug: St. Wolfgangshaus. (Abgerufen am 27. Juli 2023)
12. ↑  Dagmar Böcker: Anton Isenmann. In: Historisches Lexikon der Schweiz.  16. Oktober 2019.
13. ↑  Walter Ruppen: Ulrich Ruffiner. In: Historisches Lexikon der Schweiz.  18. November 2010.
14. ↑  Erich Meyer: Zurmatten. In: Historisches Lexikon der Schweiz.  3. März 2014.